# Colm Markey
Colm Markey, né le 3 janvier 1972 à Drogheda, est un homme politique irlandais, membre du Fine Gael. Il est député européen de 2020 à 2024.

## Biographie
Il est membre du conseil du comté de Louth de 2009 à 2020. Il a aussi présidé une organisation irlandaise de jeunesse agricole, Macra na Feirme.
Candidat lors des élections européennes de 2019, il remplace en novembre 2020 Mairead McGuinness au Parlement européen, où il siège au sein du groupe du Parti populaire européen (PPE). Il ne se représente pas en 2024.